# STS-111
STS-111 byla mise amerického raketoplánu Endeavour k Mezinárodní vesmírné stanici. Cílem letu byla doprava zásob na stanici a výměna Expedice 4 za novou posádku Expedice 5. Uskutečnily se tři výstupy do otevřeného vesmíru.

## Posádka
- Kenneth D. Cockrell (5) – velitel
- Paul Scott Lockhart (1) – pilot
- Franklin Chang-Diaz (7) – specialista mise
- Philippe Perrin (1) – specialista mise ISS

### Posádka ISSExpedice 5dopravená na ISS
- Valerij G. Korzun (2) – velitel ISS
- Peggy Whitsonová (1) – letový inženýr ISS
- Sergej Y. Treščev (1) – letový inženýr ISS

### Posádka ISSExpedice 4dopravená na Zemi
- Jurij Onufrijenko (2) – velitel ISS
- Caral E. Walz (4) – letový inženýr ISS
- Daniel W. Bursch (4) – letový inženýr ISS

V závorkách je uvedený dosavadní počet letů do vesmíru včetně této mise.

## Výstupy do vesmíru (EVA)
- EVA 1: 9. červen, 2002 – 7 h, 14 m (Diaz, Perrin)
- EVA 2: 11. červen, 2002 – 5 h, 00 m (Diaz, Perrin)
- EVA 3: 13. červen, 2002 – 7 h, 17 m (Diaz, Perrin)